# Sopa de fideos

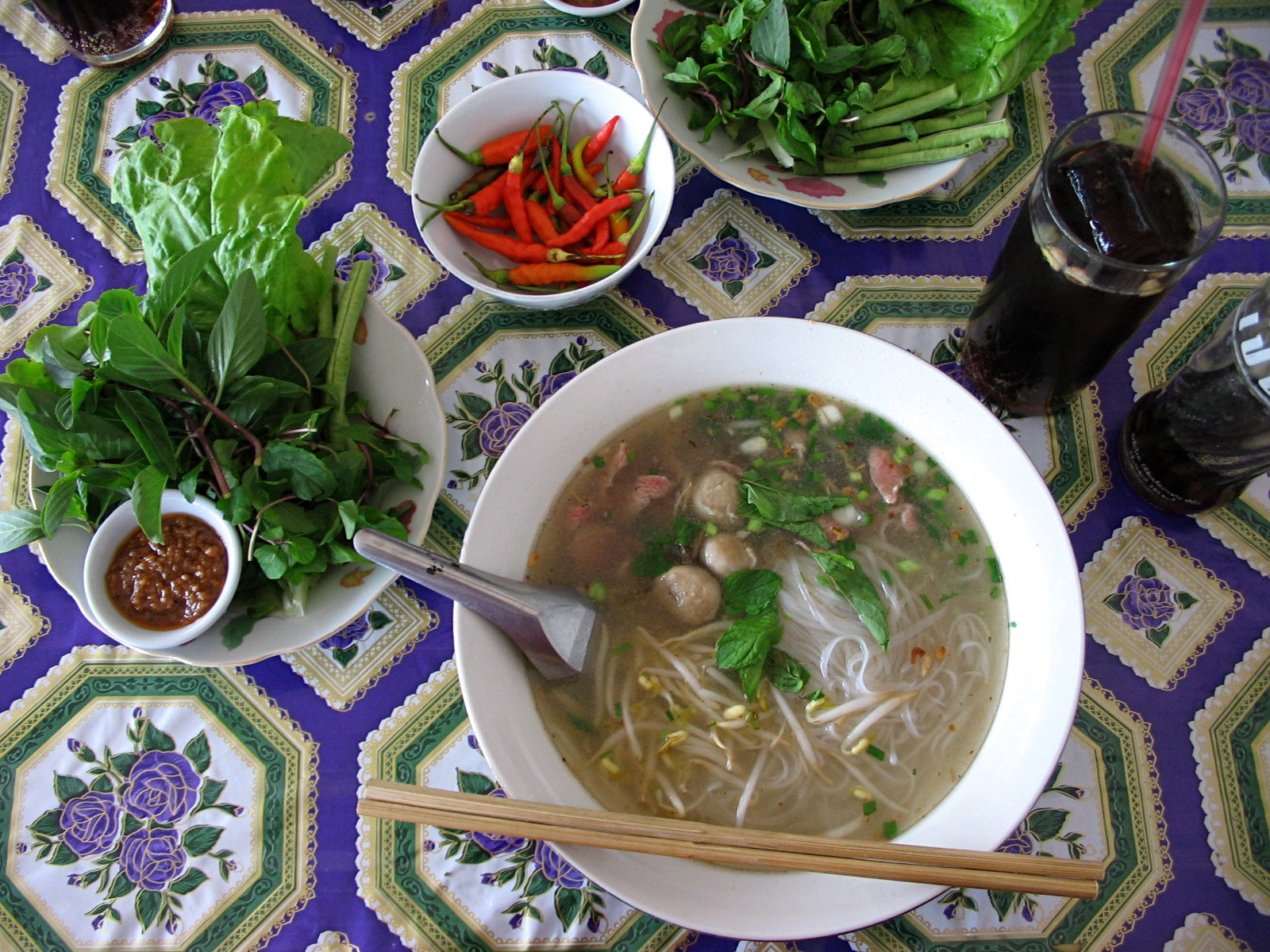
La sopa de fideos es el desayuno favorito en Laos.

La sopa de fideos se puede considerar como una definición bajo la cual hay un gran número de sopas en las que el ingrediente principal, o secundario, son los fideos. No obstante, la sopa de fideos es uno de los elementos más diferenciadores de las cocinas asiáticas.

## Variedades

### Azerbaiyán
- Erishte. Es pasta casera que se combina con vegetales pero que se puede usar en sopas.[1]

### China
Existen en la cocina china multitudes de sopas que pueden entrar en esta definición en China, así como otras que servidas en otros países tienen como origen este país.
- Sopa de fideos con vaca (牛肉麵 niúròu miàn). Fideos en caldo de ternera, a menudo con algún pedazo de carne en ella. Es muy popular en Taiwán.
- Ban mian (板面 bǎn miàn) al estilo hokkien. Fideos de forma aplastada en una sopa.
- Fideos sobre el puente (过桥米线 guò qiáo mǐxiàn). Servido en un cuenco con caldo de gallina y fideos de arroz crudos, carne, huevos crudos, vegetales y flores. Todo ello se pone a un lado y se añade a la sopa cuando esta es servida. El caldo permanece caliente debido a que se mantiene una capa de aceite sobre su superficie. Se trata de un plato típico de Kunming, provincia de Yunnan (昆明，云南省 Kūnmíng, Yúnnán shěng).

### México

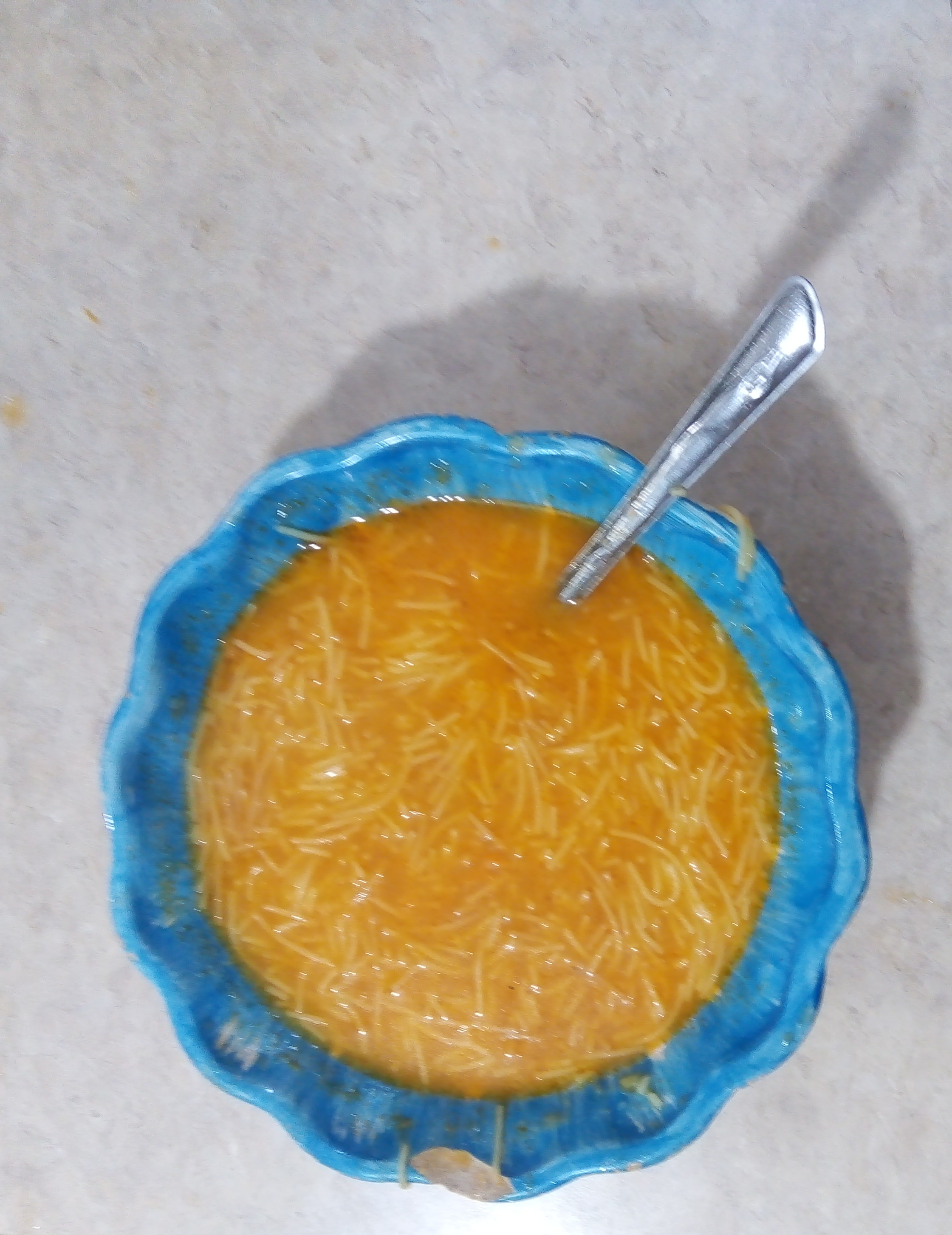
Sopa de fideos de México.

La sopa de pasta tradicional lleva sal, ajo, cebolla, un cubo o una cucharada de polvo de concentrado de caldo de pollo y jitomate licuado o molido en un mortero, lo especial de la sopa mexicana es que se dora el fideo con aceite antes de empezar su proceso de cocción con todos los demás ingredientes ya molidos. En los pueblos inclusive se le agrega piezas de pollo para añadir un sabor aún más casero.

### España
- Sopa de fideos con hierbabuena. En la provincia de Cádiz es habitual una sopa de fideos con el caldo del puchero a la que se añade hierbabuena.
- Sopa de fideos del caldo del cocido. En muchas partes de España se hace una sopa de fideos con el caldo del cocido.

### Macao

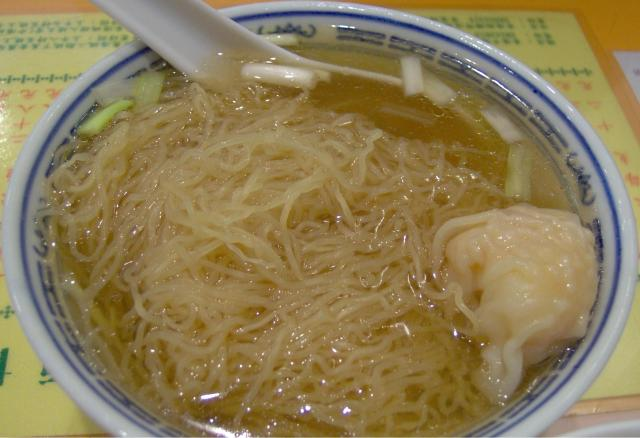
Sopa de fitas com van-tan.

En Macao, los restaurantes de sopa de fideos son conocidos en portugués como estabelecimentos de sopa de fitas. La sopa de fideos es un desayuno muy popular en Macao. Las más conocidas son:
- Sopa de fitas com caril. Curry, ternera o vegetales.
- Sopa de fitas com van-tan (雲吞麵 yún tūn miàn). Fideos de huevo con van-tan.

### Hawái
- Saimin. Fideos de harina con huevo en un caldo dashi. Se trata de un plato híbrido que muestra las raíces multiculturales del moderno Hawái. Los ingredientes incluyen bok choy, alga marina nori, kamaboko (pasteles de pescado), char siu (carne de cerdo asada al estilo chino), linguiça (salchicha portuguesa) o spam.

### Japón

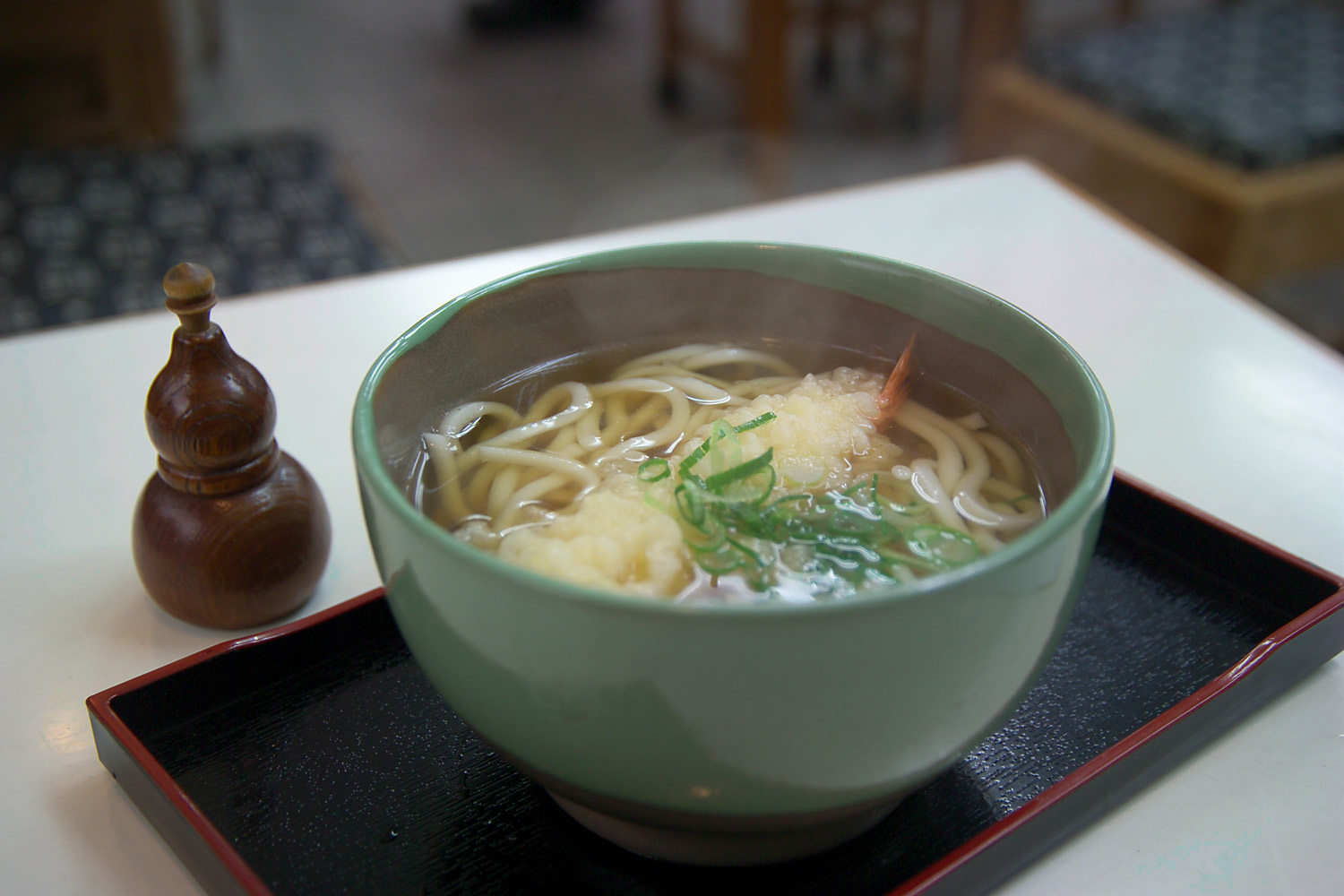
Bol con udon.

- Las sopas tradicionales de fideos japonesas se sirven en un caldo caliente de soja-dashi y se decora con chalotas. Los ingredientes que se añaden para decorar son la tempura, una masa de tempura o aburaage (tofu frito).
  - Soba (そば). Fideos finos de alforfón. Conocida también como Nihon-soba (‘soba japonesa’). En Okinawa, soba rara vez se refiere a Okinawa soba (véase más abajo).
  - Udon (うどん). Fideos finos servidos con diferentes ingredientes, generalmente con caldo caliente de soja-dashi, o a veces con una sopa a base de curry japonés.
- Existen sopas de fideos cuya influencia china es muy clara, algunas de ellas servidas con caldo de carne o de pollo, algunas de ellas son muy populares desde hace más de 100 años.
  - Ramen (ラーメン rāmen). Sopa ligera de color amarillento servida con caldo de gallina o cerdo, saborizadas con soja o miso, se añaden algunos toppings como rebanadas de cerdo, menma (brotes de bamboo en vinagre), algas marinas, o huevo cocido. Conocido también como Shina-soba o Chuka-soba (ambos significan "Chinese soba")
  - Champon. Fideos de color amarillo de grosor medio servidos con una gran variedad de mariscos y vegetales todos ellos en un caldo de gallina, es considerado en la ciudad de Nagasaki (ciudad en la que se originó este plato) como una comida barata de estudiantes
- Okinawa soba (沖縄そば). Una sopa basada en fideos de harina de trigo servidos en Okinawa, a menudo con un caldo caliente con sōki (cerdo cocido), kamaboko (pastel de pescado en rodajas), beni shōga (jengibre en vinagre) y koregusu (encurtido de chilli awamori). Se trata de un cruce entre el udon y el ramen.

### Corea
- Ramyeon (라면 lamyeon). Son fideos en sopa en Corea del Sur, elaborados a base de fideos instantáneos. En los años 1960, los fideos se introdujeron en corea del sur desde Japón debido en parte a su rapidez en la preparación y a su bajo costo. La especie más típica es el chile y el kimchi, entre otros ingredientes.

### Indonesia

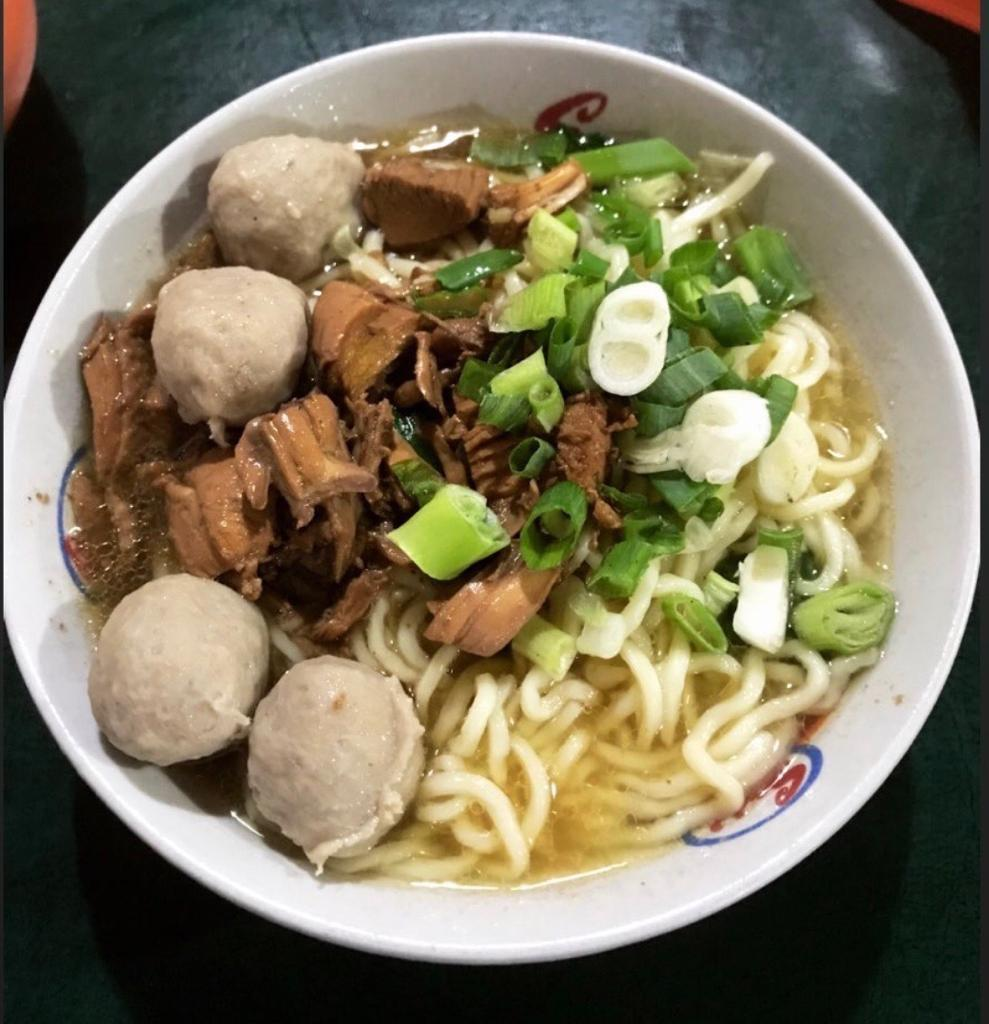
Sopa de fideos de mie ayam.

- Mie ayam. Fideos de pollo indonesio.
- Soto ayam. Sopa especiada de carne de pollo con fideos de arroz vermicelli. servidos con huevo duro, rodajas de patata frita, hojas apio y chalotas fritas. A veces se le añaden unas rebanadas de lontong (arroz comprimido) o koya, un polvo mixto de ajo con gambas o sambal amargo (de color naranja).

### Malasia y Singapur
- Hae mee (虾面; pinyin: xiā miàn), o «fideos de gambas». Fideos al huevo servidos en un caldo oscuro muy saborizado que lleva: gambas, rodajas de cerdo, pasteles de pescado y brotes de soja con chalotas fritas y cebolletas. El caldo se elabora a base de camarones secos, cabezas de gambas, pimienta blanca, ajo y otras especias varias. Se añade de forma tradicional mientras se sirve la sopa: pequeños cubos cortados de carne de cerdo, pero es menos común ahora debido a las preocupaciones por la salud.
- Curry laksa. Fideo de arroz en una sopa de coco. Decorado con gambas o cerdo, berberechos, brotes de judías, tofu y pasteles de pescado en rodajas. Se añade a veces un huevo cocido. Se sirve con un «montoncito» de chile sambal y coriandro vietnamita. Popular en Singapur.
- Assam laksa. Fideos de arroz en una sopa ácida de pescado. Se incluyen diversos pescados cortados en tiras, pepino, cebolla cruda, piña, chile y menta. Existen variaciones regionales de este plato a lo largo de Malasia.

### Myanmar (Birmania)
- Mohinga. Se dice que es el plato nacional de Birmania. Elaborado en esencia con fideos de arroz y un caldo de pescado muy concentrado. Los ingredientes típicos incluyen pescado o salsa de gambas, pescado en salazón, hierba limón, frutos tiernos de banana, jengibre, ajo, pimienta, cebolla, cúrcuma en polvo, harina de arroz, harina de garbanzos, chile y aceite vegetal.
- Oun no hkauk swè. Es una sopa con fideos en un caldo de pollo y de coco. Se decora para añadir sabor con chalotas cortadas en fina juliana, se añaden cracker de arroz frito, salsa de pescado, chilli asado y algún chorro de limón o lima.
- Kya zan hinga. Se trata de una sopa a base de fideos cristal en un consomé de pollo con setas, bean curd skin, tallos de azucena, gambas, ajo, pimienta y a veces albóndigas de pescado. Para la adición de textura y sabor a la sopa se añade hojas picadas de coriandro, chalotas, salsa de pescado, chile en polvo y un chorro de lima.

### Filipinas
- La Paz Batchoy. Se trata de una sopa elaborada a partir de Iloílo y decorada con los interiores del cerdo, vegetales finamente cortados en juliana y cubierto de huevo crudo.

### Tailandia
Las sopas de fideos son muy populares en Tailandia y puede verse frecuentemente por las calles elaborándose en los puestos callejeros, así como en las cantinas y los food courts. Los fideos se sirven en un caldo de pollo, a menudo cubiertos con una rebanada de carne o albóndigas y algunas hojas de coriandro. Cada comensal «ajusta» el sabor con azúcar servido al lado de la sopa, nam pla (salsa de pescado), chiles secos y chiles en vinagre, etc. Al contrario que otra comida thai, los fideos se comen con palillos.
- Ba mii naam (บะหมี่น้ำ bah̄mī̀ n̂ả). Sopa de fideos al huevo, a menudo con cerdo en finas rodajas.
- Kuitiaw naam (ก๋วยเตี๋ยว น้ำ ǩwyteī̌yw n̂ả). Fideo de arroz en sopa.
- Gaeng Jued Wunsen (แกงจืด วุ้นเส้น kængcụ̄d wûns̄ên). Fideo celofán en sopa.

### Vietnam

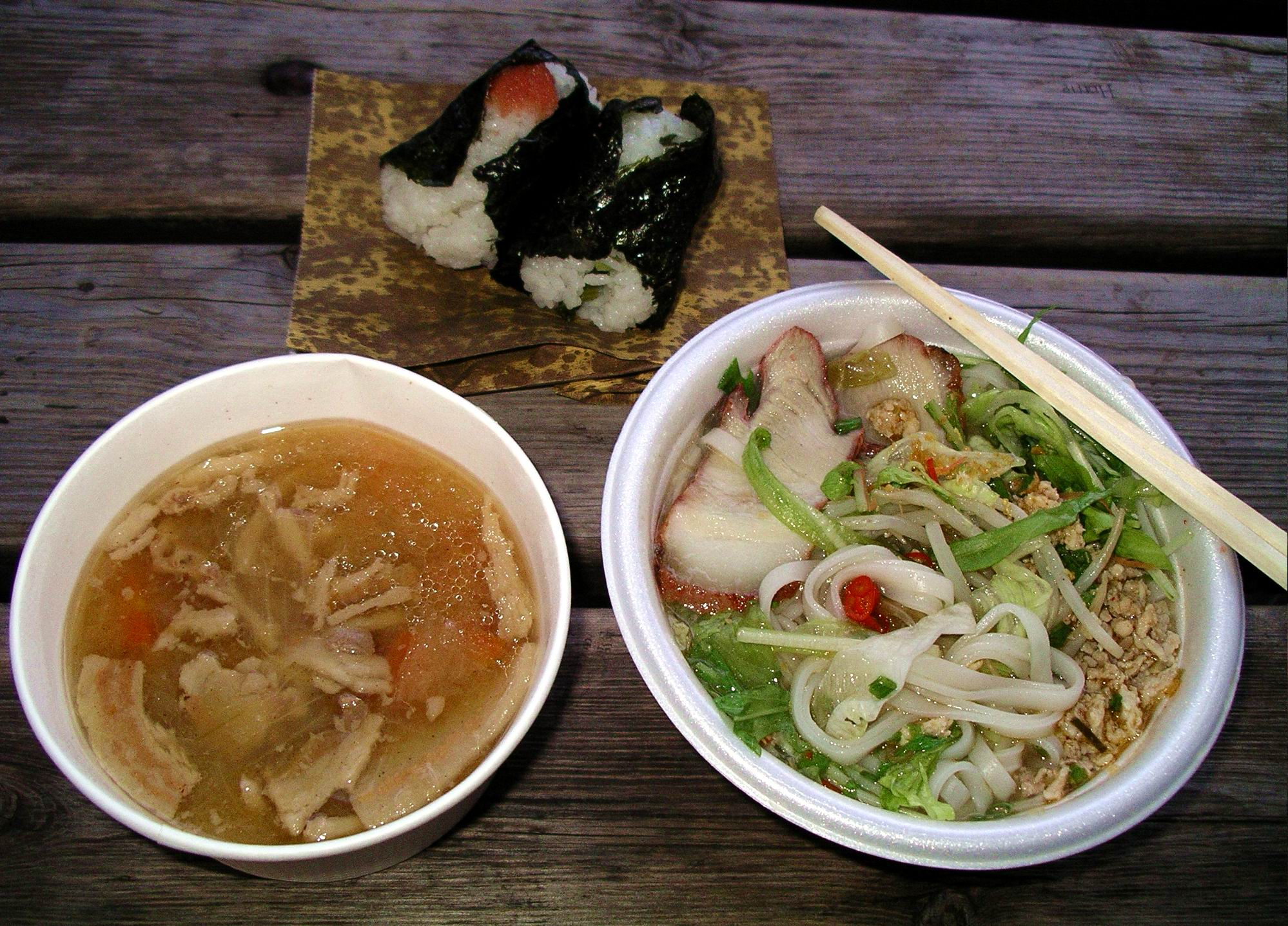
Phở (izquierda) acompañado de onigiri (derecha).

- Phở. Fideos de arroz blancos en un caldo claro de ternera a la que se ha añadido algunos cortes de carne, decorado con algunos ingredientes como cebollas verdes, cebollas blancas, hojas de coriandro, ngo gai (‘hierba especial’) y menta. Basilisco, limón o lima, brotes de judías, y pimiento, todos ellos proporcionados junto con el caldo en un plato separado, lo que permite a los comensales ajustar los sabores de la sopa a sus gustos. Algunos salsas tales como la hoisin, salsa de pescado o la sriracha se añaden para dar sabor. Los platos banh da en el norte de Vietnam son similares al pho.
- Miến. Sopa elaborada con fideos de cristal y saborizados con las hojas de la planta dzong. Se puede cocinar con pollo y brotes de bambú (mien ga), anguilas (mien luon) o cangrejos (mien cua).
- Bún. Es una sopa de fideos de arroz. Se trata de uno de los platos más populares de Vietnam. Si el diámetro del fideo empleado en la sopa es más pequeño que el diámetro del palillo, la sopa se denomina banh canh.
- Bánh canh. Es un caldo a base de fideos muy similar al japonés udon. Sin embargo, se puede elaborar con arroz o almidón procedente de la tapioca. Banh canh ca es uno de los más famosos platos a base de pescado.
- Mì. Es una sopa a base de fideos de harina de trigo que puede tener coloraciones blancas o amarillas. Puede ser algo ligera como en el caso del Mi quang o algo más densa como en la mi xa xiu.
- Hu tieu. Es una sopa de fideos de arroz, similar al laksa y al camboyano kuyteav.